# بيرناردو بيلوتو
بيرناردو بيلوتو (بالإيطالية: Bernardo Bellotto) وهو رسام ريفي طبيعي إيطالي ولد في يوم 30 يناير 1721 في مدينة فينيسيا في إيطاليا وله رسوم طبعات الفنية وتنميش ورسم مناظر لعدة مدن أوروبية منها درسدن وفيينا وتورينو ووارشو وهو تلميذ وابن أخ الرسام جوفاني أنطونيو كانال وفي بعض الأحيان كان يطلق عليه بيرناردو كاناليتو في ألمانيا و بولندا وكان ينادى بيلوتو من قل عمه، بيلوتو كان يتقن رسم المناظر الطبيعية و المعمارية توفي بيلوتو في يوم 17 أكتوبر 1780 في وارشو في بولندا.

## روابط خارجية
- بيرناردو بيلوتو على موقع الموسوعة البريطانية (الإنجليزية)
- بيرناردو بيلوتو على موقع ميوزك برينز (الإنجليزية)